# O, säg mig än en gång hans namn
O, säg mig än en gång hans namn är en barnpsalm av evangelisten i Helgelseförbundet Emil Gustafson. Texten har fyra 4-radiga verser och en fyrradig refräng som lyder:
Jesus, heter barnens vän,
Barnens vän, barnens vän!
Ja, Jesus heter barnens vän!
Han tar de små i famn.
Texten finns inte omnämnd i Oscar Lövgrens Psalm- och sånglexikon från 1964.

## Publicerad i
- Hjärtesånger 1895 som nr 253 under rubriken Barnsånger med titeln Barnens vän.